# Лее (Нижня Саксонія)
Лее (нім. Lehe) — громада в Німеччині, розташована в землі Нижня Саксонія. Входить до складу району Емсланд. Складова частина об'єднання громад Дерпен.
Площа — 17,87 км2. Населення становить 970 ос. (станом на 31 грудня 2021).